# Hosh Arab
Hosh Arab hay Hawsh Arab (tiếng Ả Rập: حوش عرب) là một ngôi làng của Syria ở quận Al-Tall thuộc tỉnh bang Dimashq. Theo Cục Thống kê Trung ương Syria (CBS), Hosh Arab có dân số 2.073 trong cuộc điều tra dân số năm 2004. Cư dân của nó chủ yếu là người Hồi giáo Sunni.